# Paul Sauvanet
Paul Sauvanet (1950) is een Frans musicus, pianist, componist, dirigent en muziekleraar. Sauvanet werd geboren in het zuiden van Frankrijk in 1950. Hij genoot zijn formele muziekopleiding aan het Conservatorium van Bordeaux, waar hij werd opgeleid tot concertpianist en klassiek percussionist. Aan beide scholen won hij prijzen voor contrapunt, en in Bordeaux behaalde hij de eerste prijs voor compositie en harmonie. Hoewel deze achtergrond doet vermoeden dat hij zich het meest thuis voelt in de Europese klassieke traditie, wordt hij in werkelijkheid in gelijke mate geïnspireerd door alle muziek waar hij van houdt: barok, klassiek, romantiek, impressionisme, wereldmuziek, en Amerikaanse jazz.
Hij heeft ook een voorliefde voor hedendaagse elektronische muziek. Hij kreeg voor het eerst belangstelling voor dit gebied toen hij in de jaren zeventig de muziek hoorde van Klaus Schulze en Tangerine Dream, en begon synthesizers te gebruiken tijdens zijn toenmalige docentschap aan het Conservatorium van Aix-en-Provence. Sinds 1991 is hij hoofd van de afdeling elektronische muziek aan de Ecole Nationale de Musique de Dordogne.

## Discografie

### Albums
- La détente par la musique (1988) Les Voiles d'Or
- Sérénité (1989) Les Voiles d'Or
- La cérémonie de l'oiseau (1989) Les Voiles d'Or
- La respiration consciente (1990) Les Voiles d'Or
- Migrations (1990) Les Voiles d'Or
- Le songe du temps (1991) Les Voiles d'Or
- Eleusis (1992) Les Voiles d'Or (1994) Polygram
- Time Dreaming (1994) Polygram
- Tristesse (1995) Hearts of Space Records
- Nomad (1997) Hearts of Space[4]

### Compilaties
- Ballade Nocturne vol.2 - "Adieu" (2001) Virgin
- Slow Music For Fast Times - "Oasis" (2001) Hearts of Space
- New Romantics: A Hearts Of Space Classical Collection - "Adieu", "Land of the Angel" (2006) Hearts of Space